# Antonio Conforti
Pietro Antonio Conforti (Parma, 12 giugno 1791 – Parma, 22 gennaio 1857) è stato un militare e poeta italiano.

## Biografia
Figlio di Francesco e di Anna Maria Carloni
Ufficiale napoleonico, segretario generale delle Finanze del ducato di Parma, maggiore onorario delle truppe parmensi.
Conforti fu poeta e letterato, amante delle arti, autore di decine di composizioni di impronta patriottica, romantica e satirica. Fu tra i primi contemporanei ad approfondire le opere di Giacomo Leopardi, di cui parla nella corrispondenza con Pietro Giordani.
Sposa Josepha Navarro de Sangro, probabilmente conosciuta in Spagna durante la campagna napoleonica, da cui ebbe Maria Josepha (1815) e Carlo Filippo (1816). Il 6 febbraio 1823, a Compiano sposa in seconde nozze Adelaide Farina, figlia del comandante del forte, da cui ebbe Emilio (1825) e Camillo (1827). Conoscitore delle lingue e della letteratura straniera, insegnò l'inglese ad Ambrogio Berchet, prigioniero nel castello di Compiano in seguito ai moti del 1821, da cui lo stesso partì poi per l'esilio in Inghilterra.
Insieme ai membri della famiglia ducale, fu tra i primi dignitari della Corte parmense a farsi ritrarre con il dagherrotipo, un nuovo sistema di riproduzione delle immagini che anticipava la fotografia. Il ritratto di Antonio Conforti fu eseguito il 24 aprile 1852 dal dagherrotipista itinerante Auguste Meylan, che eseguiva ritratti colorati in Miniatura Dagherrotipa, giusta il nuovo metodo di Parigi. Fu proprietario di un importante palazzo in borgo Regale, a Parma, demolito nel secondo dopoguerra, già sede del monastero, con annesso oratorio, delle monache Bagnone Salesiane, soppresso per decreto napoleonico nel 1805.

## La famiglia

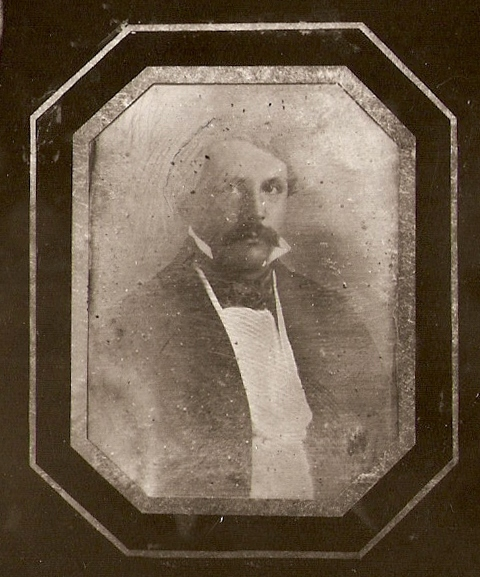
Dagherrotipo di Antonio Conforti, 1852

I Conforti ricoprirono responsabilità amministrative di governo del territorio parmense già dalla prima metà del XIV secolo. Il Chronicon parmense ricorda che nel 1285 il Podestà di Parma, alla testa di duemila uomini, distrusse la casa dei Conforti de Monticulo. In un atto del 5 febbraio 1327, citato dall'Affò, ....filii & heredes condam Conforti de Riana compaiono quali testi alla transazione dei diritti sull'alta Val Parma tra Manuello Vallisneri, signore delle Valli dei Cavalieri, e il Vescovo di Parma. Nel 1353 Johannettus de Confortis, console di Braja, è presente alla lettura degli Statuti di Corniglio e Rigoso promulgati dal vescovo Ugolino de' Rossi.
Alla metà del XV secolo la famiglia, da Corniglio, segue Pier Maria II de' Rossi in occasione della costruzione del castello di Torrechiara, zona dove rimane stabilmente fino al XVIII secolo, per poi acquisire, nell'800, dapprima la tenuta di Basilicanova e poi quelle di Casalora di Ravadese, San Ruffino, Toccalmatto di Fontanellato e San Secondo Parmense; tutte proprietà dei fratelli di Antonio o di lui medesimo. La storia recente della famiglia ha ispirato il romanzo I tre inverni della paura di Giampaolo Pansa.
Il nipote Guido Maria Conforti (1865-1931), nato a Casalora, fu arcivescovo di Ravenna, arcivescovo-vescovo di Parma, fondatore dell'Istituto Saveriano per le Missioni Estere; proclamato beato da Papa Giovanni Paolo II il 17 marzo 1996; è dichiarato santo da Benedetto XVI il 23 ottobre 2011. La famiglia Conforti di Parma è tuttora esistente nei suoi vari rami.

## L'armata napoleonica

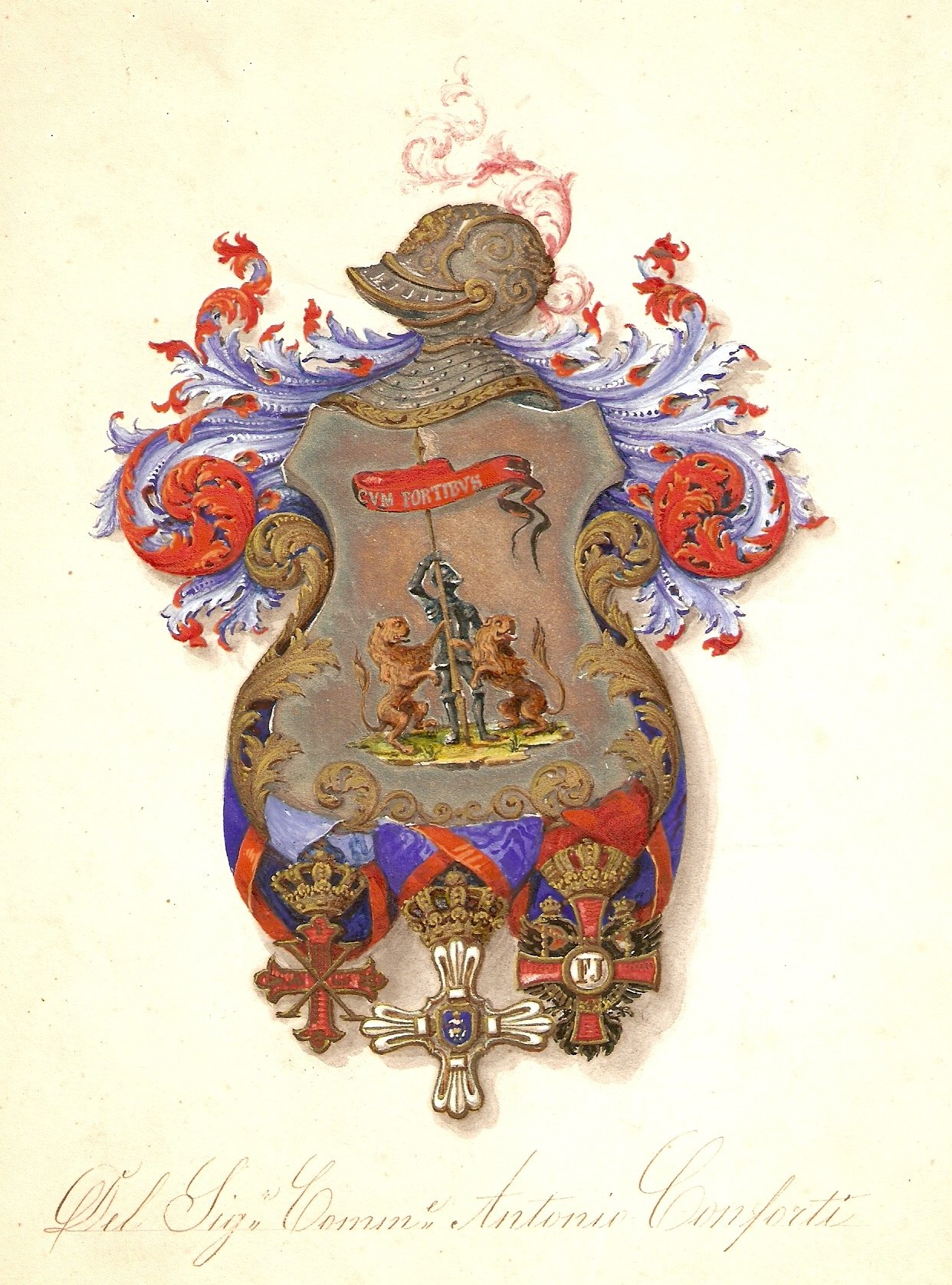
Stemma di Antonio Conforti 1856

Conforti nel 1810 si arruola nel 7º reggimento italiano di linea dell'armata napoleonica, partecipando alla campagna di Spagna, da cui torna con i gradi di tenente. Ferito gravemente al collo e a una gamba nel combattimento di Ayerbe, in Aragona, una delle battaglie più cruente della campagna napoleonica di Spagna, fu trattenuto prigioniero dal 1812 al 1814, anno in cui rientra a Parma. Nel 1843 riceve il certificato della campagna napoleonica, rilasciato dagli Uffici dell'Armata d'Italia, con il n.5185 di matricola.

## I moti carbonari

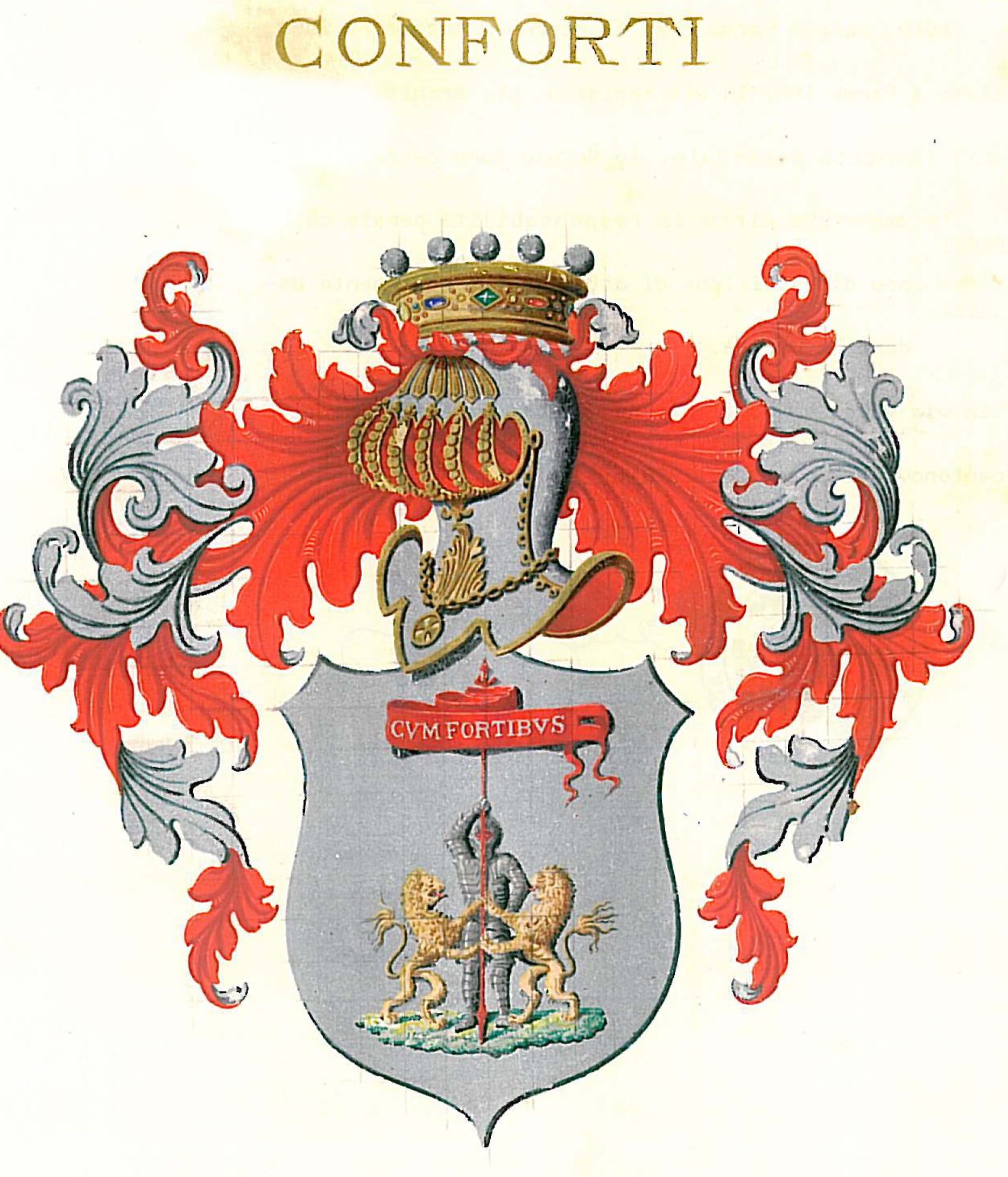
Stemma famiglia Conforti di Parma, 1909

Il carattere irrequieto di Conforti colse i primi fermenti che cominciavano a percorrere la penisola. Ritenuto carbonaro, figura negli elenchi allegati al decreto ducale del 3 ottobre 1823, fra quegli impiegati dello Stato richiamati dalla duchessa Maria Luigia alla fedeltà alla nostra Persona ed obbedienza alle nostre Leggi. Interrogato per ordine del Neipperg, Antonio si protesta innocente e viene scagionato. Nel decreto di clemenza di Maria Luigia del 3 ottobre 1823 compaiono i nomi di numerosi uomini illustri della città, tra i quali Paolo Toschi, Michele Lopez, Giovanni Ortalli, Antonio Casa (padre di Emilio), Luigi Sanvitale. Fra questi, nell'elenco B, figura anche Conforti, Ispettore di Finanza. Il nome di Antonio Conforti è riportato anche in un elenco di 90 persone "alle quali è vietato l'ingresso nella Lombardia". La sua avventura liberale, che parte nel '21, riaffiora nel '31 e si conclude nel 1848, quando è nominato membro del Consiglio degli Anziani di Parma durante il Governo provvisorio, è ricordata nella letteratura parmense del Risorgimento e nelle sue lettere al ministro Vincenzo Mistrali, dove dichiara la propria estraneità alle accuse e conferma la sua fedeltà al governo ducale. È indubbio però che le frequentazioni con Pietro Giordani e Pietro Gioia alla Sala di Lettura di Piacenza, i rapporti personali che ebbe praticamente con tutti gli inquisiti, i suoi numerosi scritti illuminati, confermano che Antonio guardava con favore ai movimenti liberali di quegli anni. Un'accusa che, nonostante non abbia mai dato serie conseguenze, sarà comunque causa di diffidenza dell'apparato dello Stato ducale negli anni '20 e '30, con una carriera che si sbloccherà definitivamente solo dopo la morte di Maria Luigia, con l'arrivo a Parma di Carlo III che gli affiderà incarichi di fiducia ai massimi vertici del Ministero delle Finanze.

## La carriera amministrativa

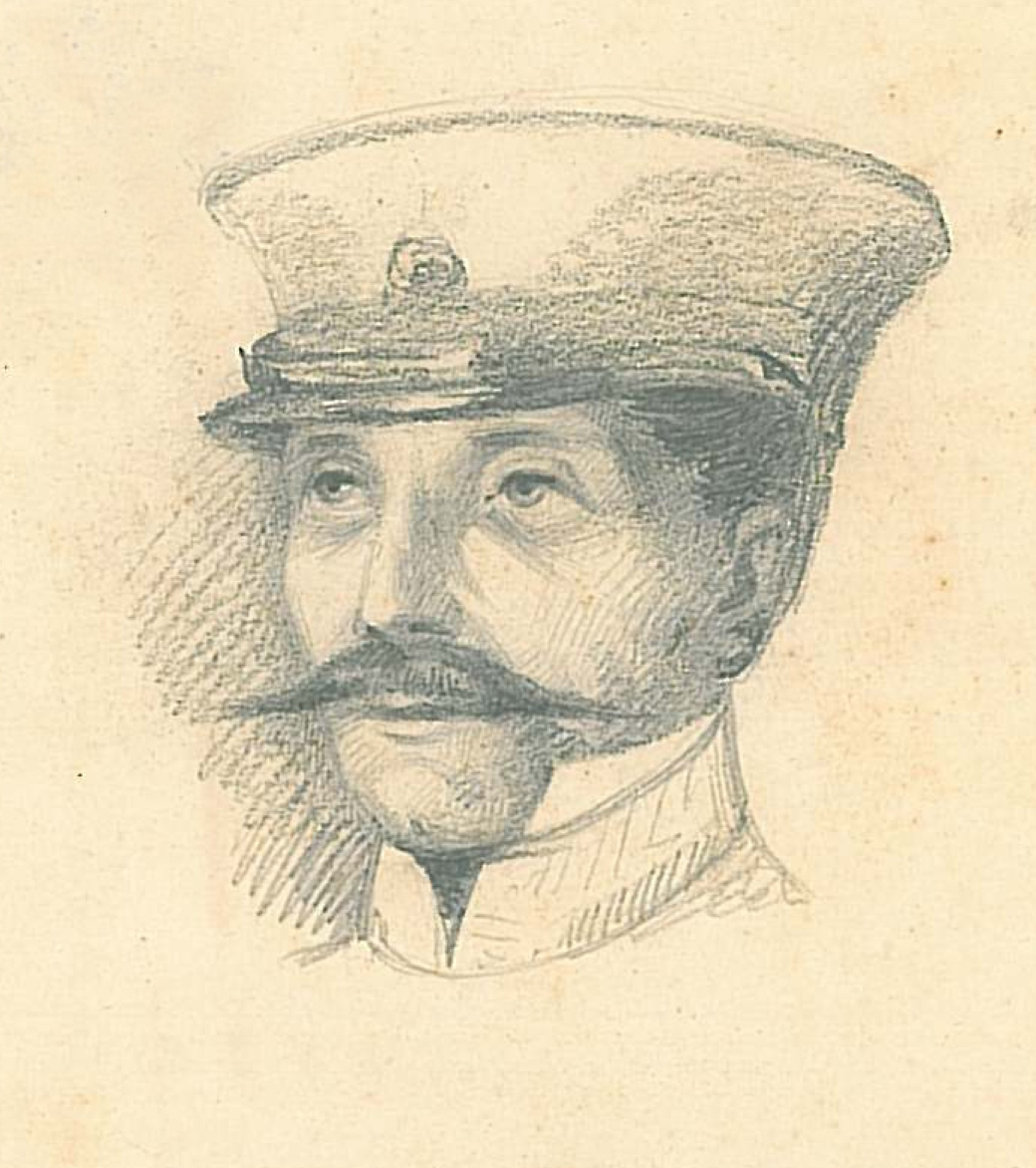
Ritratto di Antonio Conforti

Nel novembre del 1814, da poco tornato dalla Spagna, Conforti entra in servizio presso il Ministero delle Finanze ducali, dove diviene stretto collaboratore dei ministri Mistrali, Onesti e Lombardini. Nel 1830 è ispettore di Finanza a Piacenza e nel 1836 la duchessa Maria Luigia, lo nomina segretario capo della divisione delle Contribuzioni nella Presidenza delle Finanze. Con decreto del 26 dicembre 1852 Antonio è promosso a Segretario Generale effettivo del Dipartimento delle Finanze, assumendo un ruolo di primo piano, strategico al funzionamento dell'apparato dello Stato. Fece parte anche della Commissione speciale mista per fare le più precise investigazioni sulla presunta condotta politica morale degli impiegati dello Stato, della Consulta Superiore di Statistica e della Consulta per gli Affari del Catasto.
Nel 1852 il duca di Parma lo invia a Vienna per definire i patti preliminari della Lega doganale, che è siglata nella Capitale austriaca il 9 agosto dello stesso anno e che regolava i rapporti di scambio commerciale fra l'Austria e i Ducati di Parma e di Modena. Fu dunque il tessitore dell'accordo per parte parmense, come testimoniano i carteggi intercorsi con il ministro alle Finanze, barone Aurelio Onesti, e con il ministro plenipotenziario di Carlo III, barone Thomas Ward, che firmò poi ufficialmente il trattato. I suoi diari da Vienna del giugno/luglio 1852 sono un importante spaccato della vita viennese a metà dell'800. È collocato a riposo il 30 gennaio 1856.

## La morte
Conforti muore anche a seguito delle conseguenze delle ferite riportate in Spagna durante la campagna napoleonica, che lo segnarono per tutto il corso della vita. I funerali si svolsero in forma solenne a Parma nella chiesa di San Quintino, sua parrocchia. Furono eseguiti due ritratti funebri a matita, attribuiti all'amico pittore Francesco Scaramuzza, mentre Pietro May dipinse sedici stemmi gentilizi della Nobil Famiglia Conforti, che decoravano la chiesa. Presso la chiesa Magistrale della Steccata, sede storica dell'Ordine Costantiniano di San Giorgio, di cui Antonio era cavaliere, fu esposta in quell'occasione un'iscrizione a suffragio che lo definì indefesso ed integerrimo negl'incarichi affidatigli, ottimo padre di famiglia, benefico, caritatevole.
Fu sepolto al cimitero della "Villetta" di Parma, nell'arcata 71 dei Cavalieri costantiniani di San Giorgio, dove ancora riposano i suoi resti.

## Le onorificenze
Dopo il personale successo ottenuto a Vienna nella definizione degli accordi del trattato doganale, il duca Carlo III di Parma, il 18 agosto 1852, lo nomina cavaliere di prima classe del S.A.I. Ordine Costantiniano di San Giorgio. Per lo stesso motivo l'imperatore d'Austria-Ungheria lo insignisce dell'Ordine Imperiale di Francesco Giuseppe, che il giovane imperatore aveva fondato nel 1849. Anche il duca di Modena, che a quella data non aveva ancora istituito l'Ordine dell'Aquila Estense, gli attesta la sua riconoscenza con l'omaggio di uno spillo prezioso.
Nel 1853 la Casa ducale lo nomina anche maggiore onorario delle Regie Truppe. Il 30 gennaio 1856, pei lunghi, fedeli ed utili servigi prestati allo Stato, la duchessa Luisa Maria, vedova di Carlo III e reggente il ducato in nome del figlio Roberto, lo promuove commendatore dell'Ordine di San Lodovico, Ordine di cui era già cavaliere dal 1850. Il suo stemma, nel 1856, appare decorato delle tre distinzioni cavalleresche. Per decreto del 18 luglio 1909 a firma del Presidente del Consiglio dei Ministri Giovanni Giolitti la famiglia è iscritta nel Libro d'Oro della Nobiltà Italiana.